# 杨天全
杨天全（1913年—2000年），原名杨汝豹，男，江苏连云港人，中华人民共和国政治人物，曾任第六、七、八届全国政协委员。